# Galaxias occidentalis
Galaxias occidentalis är en fiskart som beskrevs av Ogilby, 1899. Galaxias occidentalis ingår i släktet Galaxias och familjen Galaxiidae. Inga underarter finns listade i Catalogue of Life.